# Lampropholis adonis
Lampropholis adonis är en ödleart som beskrevs av  Ingram 1991. Lampropholis adonis ingår i släktet Lampropholis och familjen skinkar. Inga underarter finns listade i Catalogue of Life.